# Christian Herter
Christian Archibald Herter (28. března 1895 Paříž – 30. prosince 1966 Washington, D.C.) byl americký republikánský politik. Nejprve působil jako atašé ambasády Spojených států v Berlíně. V roce 1930 byl zvolen poslancem státu Massachusetts, byl jím do roku 1942. V letech 1953–1957 byl 59. guvernérem Massachusetts a v letech 1959–1961 ministrem zahraničí Spojených států. Jeho umírněný tón jednání byl konfrontován výbušností sovětského vůdce Nikity Chruščova v řadě nepříjemných epizod, které studenou válku v letech 1960–61 ještě vyostřily.